# Wojciech Henryk Otto
Wojciech Henryk Otto – polski filmoznawca, doktor habilitowany nauk humanistycznych.

## Życiorys
W 2004 r. obronił pracę doktorską pt. Literatura i film w kulturze polskiej dwudziestolecia międzywojennego, której promotorem była prof. Małgorzata Hendrykowska, w 2012 r. habilitował się na podstawie pracy zatytułowanej Obrazy niepełnosprawności w polskim filmie. Został pracownikiem naukowym na Uniwersytecie im. Adama Mickiewicza w Poznaniu.
Należy do Rady Dyscypliny Naukowej - Językoznawstwa i Literaturoznawstwa UAM.